# Kanton Sallanches
Kanton Sallanches (fr. Canton de Sallanches) je francouzský kanton v departementu Horní Savojsko v regionu Rhône-Alpes. Skládá se ze sedmi obcí.

## Obce kantonu
- Combloux
- Cordon
- Demi-Quartier
- Domancy
- Megève
- Praz-sur-Arly
- Sallanches